# Abbaye du Pont-aux-Dames
L'abbaye du Pont-aux-Dames était un monastère cistercien fondé en 1226 et dissout en 1790. L'abbaye, qui est aujourd'hui détruite, était située à Couilly-Pont-aux-Dames, dans l'actuel département de Seine-et-Marne, en France. 

## Historique

### XIIIe siècle
L'abbaye est fondée en 1226 par Hugues Ier de Châtillon (fin du XIIe siècle-1248) et par sa seconde épouse Marie d'Avesnes (1200-1241). Ce seigneur et son épouse dotèrent généreusement cette abbaye qui fut installée au début près du pont de Couilly-Pont-aux-Dames dans les bâtiments de la Maison-Dieu, puis trois ans plus tard fut transportée au hameau de Rus sur le fief de Crécy, dont le seigneur était gardien et avoué de l'abbaye. Une des chartes données par le seigneur précise qu'il leur donne les fours de Couilly et interdit aux habitants d'en posséder un, leur soumettant l'obligation de cuire dans les fours de l'abbaye. Les premières religieuses qui peuplèrent l'abbaye venaient de l'abbaye Saint-Antoine-des-Champs, sous l'abbatiat d'Amicie Ire
Un différend ne tarde pas à s'élever au sujet du droit paroissial et de la perception des dîmes que le curé prétendait exercer et percevoir. La difficulté fut tranchée par le jugement de Pierre de Cuisy, évêque de Meaux, que les deux parties prirent pour arbitre. Pour les dîmes, il fut décidé que les jardins qu'elles cultivaient elles-mêmes et les biens qu'elles viendraient à acquérir dans le dimage du curé seraient exemptés en vertu du privilège de la règle de leur ordre. Pour les enterrements de ceux souhaitant être inhumés dans l'enclos du cimetière de l'abbaye, leur corps devait préalablement être porté à l'église paroissiale où était dite une messe. Les legs par les défunts au curé de Couilly et à tous autres étaient respectés. Le curé renonçait au droit paroissial dans l'église des moniales et dans leur enclos, ainsi qu'à toutes oblations. Il ne se réservait que les baptêmes et les fiançailles.
Au début, la supérieure avait le droit de confesser ses filles, mais cela disparut en 1228. L'abbaye reçut la collaboration de trois religieux : 
- un frère convers, qui dépourvu de lettres et ne pouvant devenir clerc, faisait profession dans le seul but de s'occuper des affaires temporelles du monastère, sans être contraint de suivre le chœur. Il est au couvent des religieuses avec la permission de son abbé ;
- un confesseur, moine profès qui vouait sa vie monastique dans le dessein d'être prêtre et de chanter au chœur ;
- un chapelain était chargé de célébrer la messe conformément aux règles et usages de l'ordre de Cîteaux uniquement dans le cadre de l'enclos de l'abbaye et en cas d'infraction l'abbesse avait le droit de le punir. Le père abbé ou le visiteur pouvait également lui enjoindre de faire le confesseur. S'il commettait l'œuvre de chair avec une religieuse, il était immédiatement défroqué, expulsé de son couvent et privé du droit de rentrer jamais dans aucun monastère de l'ordre. Ils recevaient le gîte et le couvert mais en aucun cas de l'argent.

Ils étaient pris dans l'ordre et commissionnés par l'abbé général, et logeaient dans un bâtiment un peu à l'écart. Ils ne pouvaient être envoyés dans un couvent qu'après une année de noviciat et c'est l'abbesse elle-même qui leur donnait l'investiture. Ils devaient être de bonne vie et de mœurs irréprochables.
En 1231, Marie d'Avesnes approuve, confirme et ratifie les donations faites par son époux aux dames du Pont. Le droit féodal ne permettant pas au possesseur d'un fief de le diminuer sans l'agrément de son seigneur dominant, Hugues de Châtillon reçut en 1231 une charte de Thibault IV, comte de Champagne, approuvant et confirmant les donations faites à l'abbaye. En 1234 le pape Grégoire IX dispense les abbayes de l'ordre de Cîteaux de payer aucune redevance sous prétexte de patronage, advocatie, ou garde-gardienne, et défend aux évêques de se mêler des élections, installations, punitions, dépositions des abbés ou abbesses. Les monastères de l'ordre étaient déjà depuis 1132 exempts de la juridiction épiscopale et dispensés de payer les dîmes sur leurs terres par bulles d'Innocent II.
En 1239, les fondateurs constituèrent une rente annuelle et perpétuelle de 13 muids de grain au profit de l'abbaye Notre-Dame de Cercamp fondée par Hugues III de Campdavaine, ils stipulèrent comme condition expresse que les moines de leur côté enverraient à l'abbaye du Pont-aux-Dames 10 000 harengs et trois pots de beurre à l'abbaye du Pont. La redevance des trois pots de beurre fut rachetée, moyennant une rente de 6 muids de vin vermeil que les moines possédaient dans le vignoble de Crécy et qu'ils cédèrent à l'abbaye du Pont par une charte du 25 février 1360. La redevance des harengs fut rachetée plus tard, moyennant une rente de 140 livres qui fut payée régulièrement jusqu'en 1789.
Cette même année 1239, au mois de février, l'abbaye fut transférée de l'endroit qu'elle occupait dans les vieux bâtiments aux bord du Morin vers le hameau de Rus afin de ne plus souffrir de l'humidité, des crues du Morin et de bâtiments exigus et vétustes sur les conseils de l'évêque et de leurs fondateurs. L'enclos existe toujours, il mesurait 15 arpents environ, traversé par le ru de Champigny, limité au couchant par le chemin qui conduit de Saint-Germain à Villiers, et pour les autres côtés, au nord par la grande route nationale, au midi par le chemin des Voyeulx, au levant par le chemin qui de la grande route conduit au moulin de la Saulx, et au hameau de Martigny. Les religieuses firent l'acquisition de biens situés à l'intérieur de leur enclos par deux chartes de vente et une charte de donation passées devant l'official de Meaux en 1243 et 1247. Les religieuses conservaient la propriété de leur ancienne demeure et par faveur spéciale restèrent administratrices de l'Hôtel-Dieu. Leur nouvel enclos était exempt du droit paroissial. Le pape Innocent IV déclare en 1245 que les monastères de l'ordre de Cîteaux ne pourront être visités que par des abbés ou des religieux de l'ordre.
Gaucher IV de Châtillon-Saint-Pol confirme lors du partage de 1247 des terres et titres entre les enfants d'Hugues V et Marie d'Avesnes, les dons que son père a faits à l'abbaye du Pont-aux-Dames. En 1254, le pape Alexandre IV confirme et complète la bulle d'Innocent IV et dit que les monastères de l'ordre seront dispensés de payer aux évêques aucun droit de visite ou de procuration. L'année suivante, il autorise les religieux et religieuse de cet ordre à construire dans leurs granges et fermes des autels, et des chapelles pour y célébrer le service divin.

### XIVe–XVesiècles
En 1478, le cardinal Jean Rolin (1408-1483), évêque d'Autun, accorde cent jours d'indulgence à ceux qui contribueraient au rétablissement de l'église de Pont-aux-Dames. Les fidèles accourent et rapidement les sommes récoltées permirent même de réparer les bâtiments conventuels

### XVIe–XVIIesiècles
Le 13 décembre 1545 s'ouvrit le Concile de Trente dont le but était de combattre l'hérésie, de rétablir la paix entre les princes chrétiens et de réformer la discipline ecclésiastique, ainsi que les mœurs. Il recommande donc la stricte observance des trois vœux à savoir : obéissance, pauvreté, chasteté et ordonne aux visiteurs d'y veiller. Renouvelant la Constitution Periculoso du pape Boniface VIII (1298), le concile enjoint tous les évêques, sous menace de malédiction éternelle de faire rétablir la clôture religieuse dans tous les endroits où elle n'était pas respectée. Il fait défense à quiconque de pénétrer dans l'enclos sans l'autorisation écrite de l'évêque sous peine d'excommunication. Nulle ne pouvant être élue abbesse ou officières à moins qu'elle n'ait 40 ans et 8 ans de profession ou en cas d'impossibilité avoir plus de 30 ans et 5 ans de profession avec une conduite sage et réglée.
Le concile décrète que tous les monastères soumis directement au Saint-Siège seront gouvernés par les évêques en qualité de délégué du pape. En plus du confesseur ordinaire, l'évêque ou le supérieur de l'ordre, se présentera deux ou trois fois l'an pour entendre les religieuses en confession. Il est précisé qu'il n'est pas possible de prononcer des vœux avant l'âge de 16 ans accomplis et une année de noviciat, et qu'elle ne pourra faire profession sans avoir été au préalable examiné sur sa volonté et savoir si elle sait ce qu'elle fait, si elle n'est pas contrainte. Elle a cinq ans pour demander la résiliation de ses vœux, si elle dit avoir été forcée. Les dispositions de ce concile autorisent les monastères à avoir des biens fonds, ce qui est contraire à l'autorité du roi lequel était souverain temporel en son royaume, tout comme le droit aux moniales d'élire leur abbesse, contraire au droit que Léon X avait donné au roi lors du Concordat de Bologne le 18 août 1516. Ces dispositions seront la source d'interminables conflits.
En 1623 l'ensemble des bâtiments de l'abbaye est considérablement agrandi.

### XVIIIe siècle
Plusieurs réformes furent instituées au cours de la première moitié du XVIIIe siècle dont :
Celle du 20 mars 1708 défendant aux gens de main-morte de passer leurs baux sous signatures privées, mais devant notaires, qu'ils soient contrôlés et payés sur le pied du tarif.
Puis la Déclaration de 1715, considérant que l'ordonnance de juin 1680 sur les Aides, et celle du mois de juillet 1681 sur la régie des fermes s'appliquent à toutes les communautés religieuses des deux sexes, dit qu'elles ne sauraient prétendre être exemptées du paiement des droits et dit que ces ordonnances seront exécutées selon leur forme et leur teneur, et qu'elles ne pourront prétendre jouir d'exemptions de droits que celles accordées par les ordonnances au clergé du royaume.
Le 22 février 1724 paraît une Déclaration dispensant les communautés religieuses de payer un nouveau droit d'amortissement, quand, à l'expiration d'un bail emphytéotique, elles entrent en possession de biens anciennement amortis. Puis le 21 novembre de la même année une autre Déclaration ordonnant qu'à l'avenir le droit d'amortissement des héritages que les gens de mainmorte acquerraient par vente, don ou autrement, soit dans la mouvance du roi soit dans celle des seigneurs particuliers serait payé, à raison du cinquième de la valeur des biens tenus en fiefs et du sixième de ceux tenus en roture
Enfin, le 22 février 1729, un arrêt du conseil fait défense à toutes les communautés religieuses ou autres de défricher aucun de leurs bois, futaies, ou taillis sans la permission du roi à peine de 3000 livres d'amende pour chaque arpent de futaie, de 300 livres par arpent de taillis, et d'être tenus de rétablir les lieux en bois à leur frais et dépens.
L'abbaye devient bien national à la Révolution, où vendue en novembre 1792, elle subit des dégâts. L'armée prend possession des lieux et la saccage. Le 24 août 1796, l'endroit est acheté par Pierre Roëser de Crécy-en-Brie. Aujourd'hui, on trouve à son emplacement, la Maison de retraite des artistes de Pont-aux-Dames, achevée en 1905.

## Armoiries
La Communauté des religieuses du Pont-aux-Dames porte :
« d'azur à un pont d'argent sur une rivière de même, et sur ce pont une Vierge aussi d'argent, ayant sur son bras senestre le petit Jésus, qui tient en sa main une palme de même »

## Église abbatiale
La nouvelle église avait un pignon simple auquel faisait suite un clocher semblable à celui de l'église paroissiale. La porte principale en direction du cloître, était surmontée d'une rosace, avec à droite une petite porte latérale. Sur la façade les religieuses avaient fait poser en lettres dorées le nom de leur fondateur dont les armoiries étaient représentées sur les vitraux.La voûte et les fenêtres étaient en ogives, et la toiture recouverte de tuiles. L'ensemble réalisé dans la plus stricte simplicité sans aucune ornementation. L'église avait 140 pieds de long et 58 de large, comprenant deux chœurs. À l'extrémité de la nef, le chœur d'en-bas, ou chœur des prêtres, était fermé par une grille. Au chevet de l'église et derrière ce chœur, le chœur d'en-haut, ou chœur des religieuses, était élevé de deux ou trois marches au-dessus du sol, et était sûrement fermé également par une grille. Sous ces deux chœurs existait une crypte dont l'entrée était dans le chœur d'en-bas. Le chœur des nonnes était séparé de l'église par une grille et se trouvait dans un petit bâtiment contigu qui sera plus tard transformé en sacristie. Tel était l'aspect de l'église aux XVIIe siècle et XVIIIe siècle, et qui avaient dû subir des réparations et transformations au cours des XIVe siècle et XVe siècle.
Gui de Châtillon-Porcien, seigneur de Pontarcy, frère aîné de Hugues, fonda deux chapelles dans l'église de Notre-Dame du Pont. Pour leur entretien, il assigna 10 muids de blé à percevoir sur le moulin de Claye et 10 livres provinoises sur les revenus de la terre de Montgé.

### Sépultures dans l'abbatiale

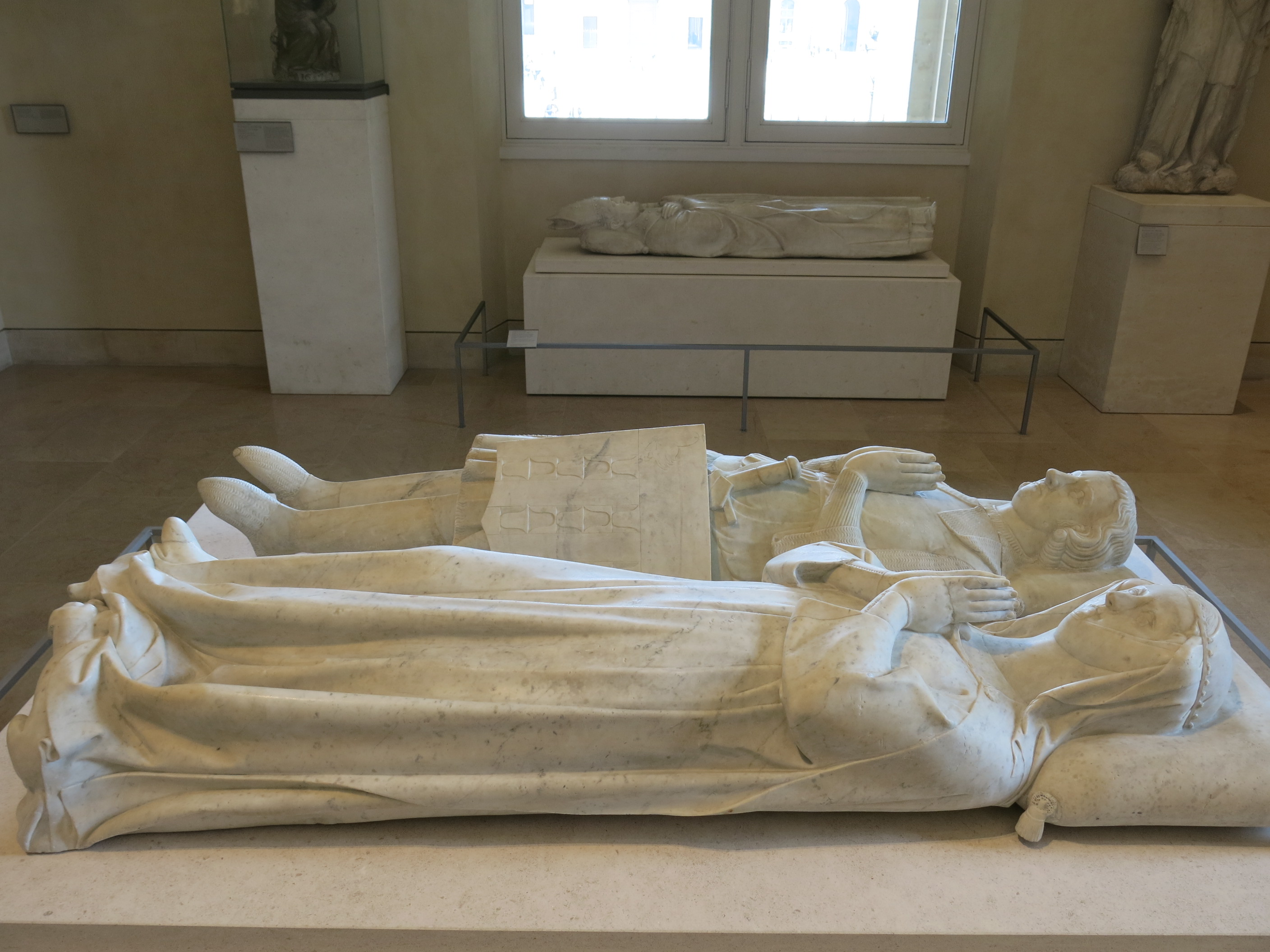
Gisants de Gaucher III de Chatillon et Marguerite de Dampierre au Louvre.

- Marie d'Avesnes (1200-1241)), inhumée dans le chœur d'en-bas, son tombeau fut peut-être le premier construit, à gauche du chœur, près de la grille. Une statue de marbre blanc la représentait étendue sur son tombeau[14].
- Hugues Ier de Châtillon ou Hugues V (†1248), inhumé à côté de son épouse, avec sa statue en marbre, le représentant couché, revêtu de sa cotte de mailles, la main gauche appuyée sur son bouclier[14].
- Gaucher V de Châtillon (mort en 1329), petit-fils d'Hugues Ier, ainsi que le tombeau de son épouse, Marguerite de Dampierre, dame du Tour et Sompuis. Sur son tombeau on pouvait lire : « Cy gist messire Gauchier de Chastillon, seigneur dou Tour et de Dampierre, aisné fils de Gauchier de Chastillon, jadis comte de Porcien et connestable de France. Il trépassa l'an MCCCXXX, ou mois d'aoust, le jour de la feste de Sainct Loys. Et a fait faire cette tombe Madame Ysabel de Chastillon, abbesse de Nostre-Dame de Soissons, fille de mondit seigneur le connestable, et sœur dudit seigneur. Priez Dieu pour les âmes de tous deux »[14].
- Gui de Châtillon, (après 1196-1226), frère aîné d'Hugues V de Châtillon et époux d'Agnès de Donzy[15], son tombeau était près de celui de Marie d'Avesnes.
- Gaucher VI de Châtillon (mort en 1325) et son épouse Marguerite de Dampierre (morte en 1325)[16].
- Marguerite de Dampierre, épouse de Gaucher de Châtillon, elle était issue de la maison des comtes de Flandres, puînés de celle des Bourbon, étaient gravées les armes de Flandres qui étaient : « d'or au lion de sable brisé d'un lambel de gueules ». André Duchesne (1584-1640) dit que les lames sur lesquelles était gravée l'épitaphe sont levées et ne reste comme inscription : trépassa au mois d'aoust[17]
- Blanche de France (1328-1393), inhumée dans la nécropole royale de la basilique de Saint-Denis, tandis que son cœur est déposé dans la cathédrale Sainte-Croix d'Orléans[18] et ses entrailles à l'abbaye du Pont-aux-Dames. Ce tombeau était construit en marbre noir entouré d'une grille en fer, surmonté de son buste en marbre blanc, de chaque côté duquel était un buste d'enfant également en marbre blanc. Sur son tombeau on pouvait lire : « Cy gissent les entrailles de dame de noble mémoire, madame Blanche, jadis fille du roy Charles, roy de France et de Navarre, et de la royne, Jehanne d'Evreux, sa femme. Laquelle fille fut femme de monseigneur le duc d'Orliens, comte de Valois et de Beaumont, jadis fils du roy Philippe de Valois et de la royne Jehanne de Bourgogne, qui trépassa l'an MCCCXCVII mois de février »[19].
- Philippe de la Marche (1313-24 mars 1322), fils de Charles IV le Bel et de Blanche de Bourgogne (°v.1296-†1326)
- Jeanne de la Marche (1315-1321), sœur de Philippe, son inhumation est partagée entre l'abbaye de Maubuisson et Pont-aux-Dames.
- Maître Abraham Mutel († 1723), et son épouse Geneviève Des Rots commensaux de l'abbaye[20].

### Cimetières
Il y avait à Pont-aux-Dames deux cimetières l'un pour les gens de service et les employés, qui était situé à l'extrémité de l'enclos du côté de Crécy, et celui des religieuses près de l'église du côté du midi. L'inhumation à l'intérieur de l'abbatiale étant réservée à la noblesse, aux donateurs et aux abbesses.

### Statuaire
Il y avait à l'intérieur de l'église abbatiale un grand nombre de gisants datant des XIIIe siècle et XIVe siècle, ceux des fondateurs et de quelques membres de leur famille. Deux de ceux-ci sont conservés à Paris au musée du Louvre. Gaucher III , Marguerite de Dampierre(l’épouse de son arrière petit fils Gaucher VI). Le musée du Louvre conserve également des statues de gisants d'enfants provenant de l'abbaye, dont celle de Jeanne de France, dite Jeanne de La Marche. La tête de cette statue, détachée en 1843, fut retrouvée en 1875 dans les réserves du musée et réunie au corps.

## Bâtiments conventuels
Dans le second emplacement de 1239, le monastère comprenait deux grands corps de logis liés ensemble et réalisés en maçonnerie ordinaire, l'un de ces corps de logis bordait le chemin du moulin banal avec le cloître. Au-delà de celui-ci se trouvait la bergerie. L'autre corps de bâtiment bordant la grande route servait à l'exploitation rurale. Parallèlement à ce bâtiment se trouvait l'église conventuelle avec sa façade tournée vers le cloître et le chevet du côté de Crécy. L'espace séparant l'église du bâtiment formait une cour dite cour extérieure par opposition à la cour conventuelle.

### Cour extérieure
Elle était à l'usage du personnel de service et était entourée de plusieurs constructions destinés aux travaux agricoles. Le point de jonction des deux grands bâtiments formait un pan coupé sur le carrefour existant à l'intersection de deux voies publiques. C'est là que se trouvait l'entrée du couvent. Un passage voûté en pierre de liais de forme ogivale avec des moulures extérieures en formait l'entrée principale et donnait accès à la cour conventuelle.

### Cour intérieure
Son accès était fermé par un portail en chêne à deux battants, garni de grosses têtes de clous et de ferrures historiés. À droite de ce portail, une petite porte donnait accès à l'intérieur du cloître.

### Prison
Cette maison servait de façon habituelle d'établissement pénitentiaire où le gouvernement sur lettres de cachet envoyait  pour quelque cause que ce soit, les femmes qu'il voulait punir. Les dossiers de ces prisonnières étaient en dépôt aux archives de la préfecture du département mais furent détruits lors de l'incendie de la préfecture  de police en 1871
Elle reçut en 1467 :
- Huguette Du Hamel, abbesse de l'abbaye Port-Royal-des-Champs fille de Hugues Caillerel, abbé de l'abbaye de Saint-Riquier, entrée en religion en 1439, abbesse en 1454 ou 1455. Arrêtée pour inconduite notoire, elle est arrivée de nuit à l'abbaye du Pont-aux-Dames, sous la conduite de l'abbé de Chaalis qui l'avait arrêtée avec ordre de la mettre en prison fermée, et que personne ne lui parla. Malgré cela elle parvint à s'évader, et demandée à être réintégrée dans son abbaye. Le Parlement la débouta, et elle abdiqua[24]. Elle eut entre autres galants une relation avec François Villon
- Madame Du Barry en 1774, mais elle avait le droit de circuler à l'intérieur du couvent Elle ne pouvait franchir la porte de l'enclos que le dernier mois précédant son départ.

## Abbesses
1. 1233 : H…, elle n'est connue que par la première lettre de son nom  et figure sur un titre de 1233[25].
2. 1247 : Jeanne I, elle vend au prieur du Val-des-Écoliers un terrain appartenant à l'abbaye, situé rue des Jardins, entre la maison des religieuses du Pont et la maison de Pierre Flamingis[26] .
3. 1277 : Aélipde.
4. 1342-1355 : Ysabelle de Serris (période de la Peste noire en 1348).
5. 1364 : Agnès I, un différend s'élève entre elle et le curé de Bouleurs, ainsi que les chanoines  de la Chapelle-sur-Crécy et le prieur de Saint-Martin-les-Voulangis au sujet de la dîme.
6. 1377-1392 : Jacqueline de Gaillonnes, de Gaillonnel, ou de Gaillondel.
7. 1397-1403 : Jeanne II du Sollier.
8. 1427 : Marie I de Villers.
9. 1439-1445 : Agnès II de Puchot.
10. 1446 : Jeanne III Thébonde.
11. 1449 : Aglantine I de Montiette.
12. 1456 : Tassine Girard.
13. 1469-1479 : Alardine de Jasquières.
14. 1488 : Aglantine II.
15. 1502-1527 : Marguerite Mignot, née à Tournai et morte à Couilly le 29 mars 1527. Élue en mars 1502 et en charge lorsque Roger Barme, avoué du roi Louis XII, à la cour du Parlement de Paris, et Thibault Baillet, président, virent procéder à la maison épiscopale de Meaux à la publication officielle de la coutume. Elle y fut convoquée comme toutes celles et ceux du bailliage, et fut représentée par Martin Lebel procureur de l'abbaye. Elle obtient en 1513 de Louis XIII des lettres de sauvegarde ou garde-gardienne qui par privilège spécial plaçait l'abbaye du Pont-aux-Dames pour ses affaires temporelles sous la juridiction du prévôt de Paris.
16. 1529 : Marie II Glane.
17. 1530-1551 : Perrette I Ornot ou Pétronille, née à Dijon, morte le 26 août 1551 et inhumée dans le chœur de l'église abbatiale.
18. 1551 : Pétronille II ou Perronnelle du Valangelier, morte à 90 ans et 3 mois.
19. 1551-1590 : Isabelle II de Chabannes, née vers 1532, fille de Joachim de Chabannes et de sa seconde épouse Louise Hélie de Pompadour, précédemment religieuse au Prieuré Saint-Louis de  Poissy[27]. morte le 18 août 1590
20. 1590-1590 : Isabelle de Pommeuse, élue en août 1590 et morte 11 jours après.
21. 1590-1626 : Claude de Beauvilliers de Saint-Aignan, née à La Ferté-Hubert le 4 avril 1573, morte à Couilly le  20 janvier 1626. Elle fut inhumée dans le chœur de l'église conventuelle de l'abbaye du Pont-aux-Dames. Sa tombe adossée à la muraille portait l'inscription suivante : « Ci-gist sœur Claude Beauvilliers de Saint-Aignan, abbesse de ce lieu où, pendant trente cinq ans, elle a réduit tout son travail à la gloire de Dieu, à l'honneur de son Ordre et au bien particulier de sa maison, relevant ce monastère caduc et démoly de toutes parts, établissant la discipline en sa première forme et instruisant de paroles et d'exemples en grand nombre de filles qu'elle a reçues à profession. Priez pour son âme ». Elle fut abbesse de l'abbaye de Montmartre et maîtresse du roi Henri IV.
22. 1626-1651 : Catherine de Baradat, resta à la tête de l'abbaye 25 ans et 4 mois. Elle est morte le 29 septembre 1651, âgée de 51 ans, son oraison funèbre fut l'œuvre du révérend père Noël, cordelier.
23. 1651-1652 : Anne-Marie de Lorraine (1624-1652), née à Paris, fille de Claude de Lorraine -Guise (1578-1657) et de Marie-Aimée de Rohan (1600-1679), dite duchesse de Chevreuse. Elle fut coadjutrice de l'abbaye de Remiremont, sous l'abbatiat de sa parente Catherine de Lorraine, puis religieuse à l'abbaye de Montmartre où elle fit profession en 1646. Entre elle et sa plus jeune sœur, une autre fille Charlotte-Marie de Lorraine dite Mademoiselle de Chevreuse, intrigante pendant la Fronde, ainsi que leur mère. Elle est morte à Paris le 5 août 1652.
24. 1652-1655 : Henriette de Lorraine (1631-1693), sœur cadette d'Anne-Marie, elle lui succède à la tête de l'abbaye. Elle fit son noviciat à l'abbaye de Montmartre. Elle fut nommée en 1655 comme abbesse de l'abbaye de Jouarre
25. 1655-1679 : Madeleine de La Trémoille (vers 1638-1679), elle meurt à l'abbaye le 16 novembre 1679. Elle est la fille de Philippe de La Trémoille (1596-1670), comte d'Olonne, sénéchal du Poitou et de Madeleine de Champrond.
26. 1679-1700 : Calliope de La Trémoille (après 1638-1700), sœur de la précédente, à qui elle succède le 17 novembre 1679.
27. 1700-1726 : Françoise Lefèvre d'Ormesson (1655-1726), religieuse en 1670 abbesse le 20 août 1700
28. 1726-1752 : Catherine Isidore de Bourlamaque.
29. 1752-1790 : Gabrielle de La Roche de Fontenille.

## Religieuses et personnalités liées à l'abbaye
- Isabelle et Marie Marcel en 1260, filles de Pierre Marcel (morte avant 1270), sergent du Roi Louis IX, bienfaiteur de l'abbaye en 1260[28]. La famille Marcel est l’une des plus puissantes de la bourgeoisie parisienne. Pierre Marcel est un familier de saint Louis qu’il accompagne en croisade[29]. Cette famille de drapiers, très étendue, forme un réseau solidaire. Les Marcel importent des tissus de Flandre et de Brabant, ils sont fournisseurs de la cour et du roi auxquels ils prêtent aussi de l’argent[29].
- Marguerite-Angélique de Béthune d’Orval, (°v.1629 - † 28 février 1711) à l’âge de 83 ans, ancienne religieuse cistercienne de Pont-aux-Dames et petite-fille de Sully. Devient  abbesse de l'abbaye Saint-Pierre-les-Dames à Reims en juin 1653.

## Intendants
L'abbesse administrait le temporel de son monastère, et cette tâche lui imposait des déplacements, des voyages fréquents, que nécessitaient les procès assez nombreux qui obligeaient à des expertises d'arpentage, et autres enquêtes qu'elle ne pouvait mener elle même en raison des problèmes techniques, de son sexe et de ses obligations spirituelles. C'est pour ces raisons que le supérieur de l'ordre envoyait dans chaque monastère de femmes un religieux convers, qui sous les directives de l'abbesse gérait les affaires de la communauté et rendait compte de son administration à l'abbesse et au visiteur. Vers la fin du XVIe siècle ou au début du XVIIe siècle on cessa d'employer des religieux convers, pour faire appel à des régisseurs  laïques à qui furent donné le nom d'intendants. Certains nous sont connus:
Religieux convers
Laïques
- Abel Hutin, mentionné dans un acte de 1634.
- Jacques Fildesoye dont les parents sont marchands au lieu-dit le Pont-aux-Dames, il exerce jusqu'en 1718, depuis plus de 60 ans selon ses dires dans l'acte de donation à l'abbaye. Il se faisait nommer Monsieur de La Rivière à cause de sa fonction de procureur fiscal de la rivière du Morin. C'est le premier à prendre le titre d'intendant du monastère. Il achète également un office de vérificateur particulier des rôles pour la distribution du sel en 1708 à Thomas Thierry dont l'office avait été créé en 1702 en la paroisse de Couilly.
- Charles Hubert, lui succède dans le titre et la fonction en 1718.
- Jean Moreau, mentionné dans un acte de 1725 comme intendant.
- François Marlot, mentionné dans un acte de 1741 avec le titre d'intendant.
- Étienne Houlier, figure comme témoin dans un acte de mariage avec ce titre le 21 avril 1744
- Thierry Chouvenon, s'intitule agent d'affaires de l'abbaye, et exerce en même temps l'office de procureur en la prévôté de Quincy. Mentionné dans un acte de baptême du 22 juillet 1773.
- Jacques Philippe Nicolas Brulon de Vallemont, bachelier ès lois, avocat au parlement, et se qualifie d'agent d'affaires de l'abbaye vers 1780 jusqu'en 1790.

## Terriers, propriétés, revenus et dépenses
Note : Hugues de Châtillon n'octroie aucun droit de justice et ne retient pas la foi sur les biens aumônés, or la foi constituant le fief, les biens ainsi donnés ne sont possédés que roturièrement.
- Bouleurs : 
  - en 1302, Agnès de Chamigy donne à l'abbaye une maison et un jardin de 5 arpents et diverses pièces de terre ;
  - ferme dite Grange aux Dîmes, contenant 100 arpents, affermé en 1784 pour 1200 livres en deniers 12 fromages gras 800 bottes de paille de 11 à 12 livres, 2 douzaines de pigeonneaux et 8 chapons. (Propriété toujours existante et faisant l'objet d'un plan de protection)[30].
- La Chapelle-sur-Crécy : en 1639, la propriété en plus d'autres choses, de la dîme du blé et du vin de la Chapelle-sur-Crécy, deux arpents de terre au-dessus du Petit Voulangis pour y planter des vignes ou en faire ce que besoin.
- Couilly :
  - l'usage de la rivière de Morin depuis le moulin de Talemer jusqu'à celui de Quintejoie (1226). Droit étendu par le fondateur en septembre 1227 jusqu'au moulin de Liary ;
  - tout le terrain qui s'étend du pont de Couilly au moulin de Talemer, et se trouve compris entre la rivière et le chemin du Voyeulx (août 1228) ;
  - établissement d'un four banal et règle le prix du fournage. Il sera supprimé plus tard pour être remplacé par deux pressoirs banaux, l'un dans la cour de l'abbaye, l'autre à Couilly sur le bord du chemin des Voyeulx ;
  - Hugues de Châtillon fait construire une petite église près des bâtiments affectés au logement des religieuses et fait consacrer un cimetière pour y inhumer les nonnes, ainsi que les habitants le souhaitant ;
  - par la charte de 1239, lors de la translation le seigneur local donna la propriété du ru de Champigny aux religieuses, à partir de la grande route jusqu'à la rivière et le droit de construire sur le Morin, près du moulin d'Arnould, un pont à l'usage des piétons, chevaux, et voitures. Cette construction dite « ont de bois » perdura jusqu'au début du XIXe siècle.
  - 1719 acquisition de la Ferme des Caves, acte passé devant Maître Demontcrif, notaire à Crécy
- Crécy :
  - Les religieuses, l'abbesse et couvent ont le droit de prendre censive sur plusieurs héritages assis en divers lieux, en cette châtellenie et environs dont elles n'ont plus la jouissance en 1522 que de la somme de trente trois sols quatre deniers tournois parce que les titres et papiers fonciers sont et ont été perdus, par fortune en temps de guerre du temps passé
  - sur la terre et seigneurie de Crécy, au roi notre sire 54 livres 10 sols tournois de rente amortie et de fondation faite par Hugues de Châtillon, comte de Saint-Pol en 1227
  - le Droit d'usage dans la forêt du seigneur (1226). En août 1228 il leur donne le droit de faire paître leurs animaux dans ses bois et forêts ;
  - 300 arpents de bois dans sa forêt de Crécy , ainsi que 2 000 livres provinoises payables quatre ans après son décès sur le produit des coupes de la forêt (août 1228) ;
  - à Jarrois, 72 arpents de bois (1226) ;
  - à Lubeton, 28 arpents de bois (1126) ;
  - pré de huit arpents dans l'île de Condé ;
  - le seigneur fondateur exprime sa volonté de placer les religieuses en cas de nécessité d'invoquer un protecteur séculier, qu'elles ne puissent se placer sous la garde d'un autre seigneur que le sire de Crécy. Lorsqu'en 1289 la terre et seigneurie de Crécy passera sous le contrôle du roi de France, l'abbaye passera sous la garde du roi et de la reine ;
  - 68 muids de vin à prendre sur les vignes de Crécy (avril 1226).
- Dampierre:
  - En 1522, l'abbaye du Pont-aux-Dames jouissait encore sur cette terre et seigneurie  de 40 livres tournois de rente aumôné par le testament de feue dame Marguerite de la Tour, femme de Gaucher de Châtillon en l'an 1309
- Dainville :
  - 40 arpents de terres, près et jardins et héritages assis sur plusieurs pièces, et sur une s'élève une maison, une grange, et une étable le tout baillé à ferme à l'année pour 20 livres tournois de rente l'an au jour de la saint Martin d'hiver; lesquels héritages sont censives de plusieurs seigneurs et églises aux quels le fermier desdites religieuses est tenu de payer et acquitter au nom d'icelles religieuses.
- Laval-les-Chastons-en-Brye :
  - « pour la terre et seigneurie de Laval-les-Chastons-en-Brye contenant en héritaiges, terres et prez, jardins et aisances sept vingt-quatre arpents, baillés à cens et à rente à année, à plusieurs personnes qui ont fait quelques bâtiments pour eux loger, à charge de quatre sols pour chascun arpent, tant cens que rente chascun an qui monte à vingt-huict livres dix-sept sols tournois »
- Magny-le-Hongre:
  - 10 livres de rentes amortie par Guy de Châtillon en 1226
- Marle-en-Brye
  - En 1522 l'abbaye déclare : 72 arpents de terre au lieu-dit La Fresnoys, baillés à cens et rentes à l'année à plusieurs personnes moyennant 4 deniers tournois de cens chaque arpent à 4 sols huit deniers tournois de rente l'arpent de terre et sept sols 8 deniers l'arpent de pré; le tout 20 livres tournois. Item au lieu-dit Les Fresnoys, « près et attenant de la pièce devant dite une pièce de terre contenant quatre vingt arpents ou environ et appartenant à présent à Jehan Maugis, sur lequel héritaige a été aulmosnée à l'église du Pont cinquante neuf sols six deniers tournois de rente, par deffunt Me Gille Palliart, pour raison d'une sienne fille , jadis religieuse en ladite abbaye du Pont, et pour estre aux prières d'icelle église, pour ce »
- Meaulx:
  - Une maison près du port au poisson, aulmosnée à l'église du Pont, par monseigneur Gille de Reims en son testament, confirmé par Jehan de Guine[31], vicomte de Meaulx, sire des Frétoys, en l'an 1318, baillé à ferme pour 60 sols de rente l'an.
- Montjay:
  - une rente de 10 livres sur cette terre et seigneurie, amortie par Gaucher de Châtillon, en l'an 1226, à charges de messes et oraisons.
- Nandy
  - « les héritaiges, terres, prez, bois, cens, et rentes assis à Nandy et environs, baillés à année pour huict livres tournois de rente au jour de saint Martin pour chascun an, montant desdits héritaiges, à cinquante-sept arpents, trois quartiers, quinze perches et quinze arpents de bois, taillis, avec les cens, rentes champarts, justice moyenne et basse que tient et occupe à présent noble homme Charles de l'Hospital, à charge que dessus pour ce cens et rente »
- Paris
  - rue Quincampoix: 50 sols tournois d'une rente, amortie, aumônée à l'église du Pont à charge de dire par les dites religieuses un Salve Regina avec un De Profundis, par chaque lundi
  - rue de la Verrerie : sur une maison 50 sols de rente amortie
  - rue de la Tannerie : sur une maison 100 sols tournois de rente amortie payable au jour de saint Jean-Baptiste.
  - rue de l'Hostel-Dieu-Saint-Gervais : sur une maison 15 livres de rente amortie par le roi Louis IX en l'an 1270
  - rue des Billettes : pour le loyer d'une maison à l'enseigne : Les Trois Rois, amortie 40 livres tournois de rente
- Trésor royal:
  - 50 livres tournois de rente amortie par Jean roi de France confirmant le don et aumône faite par Philippe le Bel en novembre de l'an 1350  à charge de 2 messes chaque semaine.
- Villeneuve-le-Comte :
  - la ferme de l'Hermitage avec 200 arpents de terre labourable (1226) ;
  - un four banal à leur profit (août 1228).
- Villeneuve-Saint-Denis:
  - cent dix arpents de terre et prés depuis la fondation de leur abbaye en 1226, aux charges de messes, prières et oraisons, lesquels héritages sont baillés à ferme d'argent à l'année pour un montant de 16 livres 10 sols , tant cens que rente pour chaque année au jour de saint Martin